# 统一旗

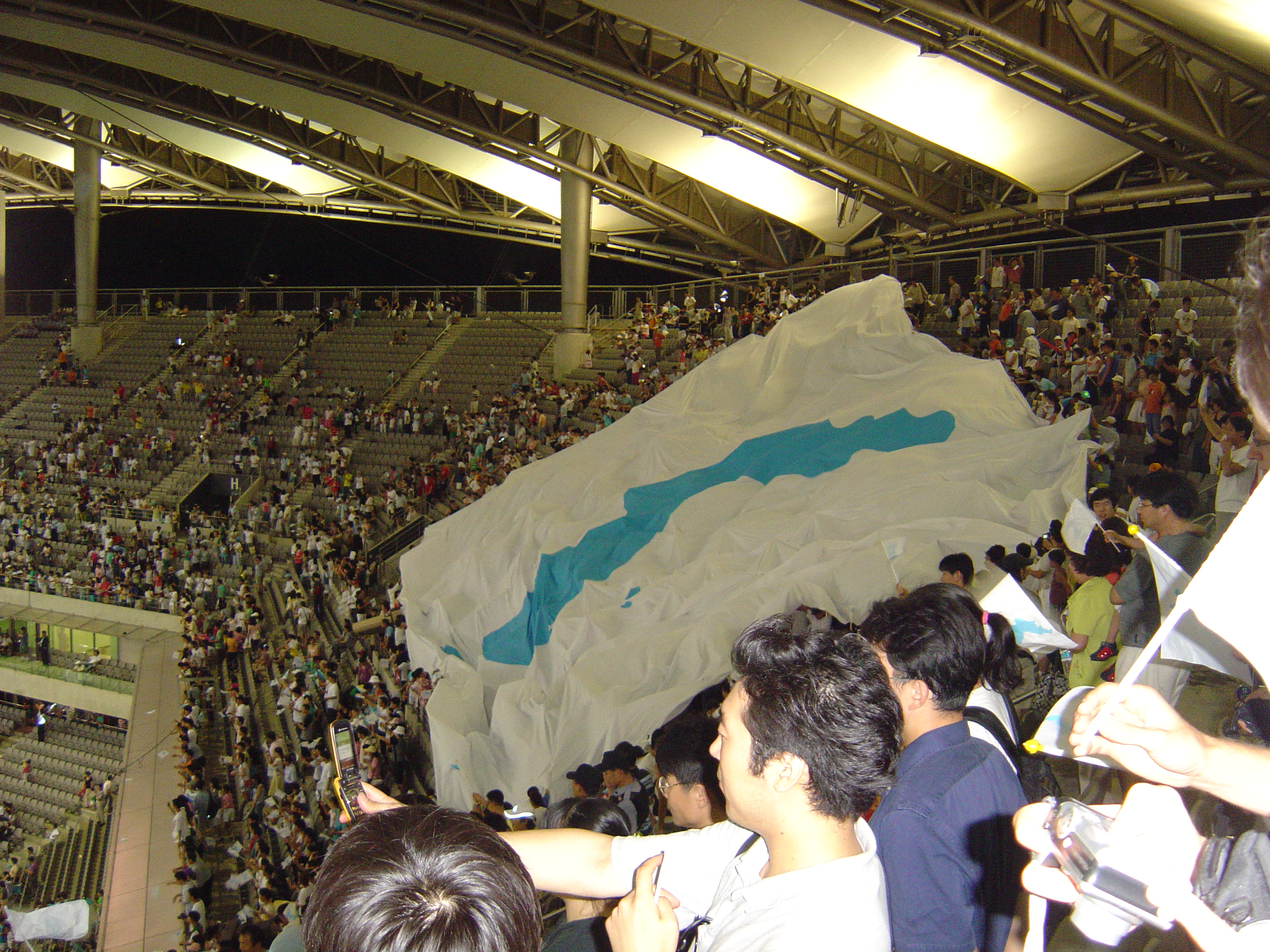
2005年首爾世界盃競技場的统一旗

统一旗，即朝鲜半岛旗或韩半岛旗，此旗帜为在白底上有蓝色的朝鮮半岛、济州岛、郁陵岛以及獨島（日本稱竹島）的图案，代表广义的朝鲜。朝鲜民主主义人民共和国与大韩民国运动员多次在大型运动会上使用该旗帜共同步入会场。
值得一提的是，最初本旗帜上并没有标示出獨島（詳看獨島主權爭議）。但是后来经过讨论，朝韩双方达成一致将獨岛的位置也标注在统一旗上。然而，統一旗并未被朝鮮及韓國任何一方认定为官方旗帜。

## 历史
统一旗本来是1989年朝韩为在1990年北京亚运会上组成聯合隊伍而设计的，然而由于未能就组队达成共识，统一旗最终无缘在北京亚运会上亮相。
1991年3月，在前國際乒乓球聯盟會長荻村伊智朗的遊說下，朝韩于日本千葉市举行的第41届世界乒乓球锦标赛上第一次联合组队，統一旗首次亮相于國際場合。 1991年5月葡萄牙里斯本举行的第6届世界青年足球锦标赛上，朝韩双方也使用该旗入场。然而由于朝鮮半島局勢紧张，朝韩停止組成聯合隊伍，統一旗在1991年後销声匿迹，直到2000年在金大中的陽光政策下，促成首次南北首腦會談，朝韩才在同年舉行的悉尼奧運會上組成同一隊伍。
随后在2004年和2006年的奥运会、澳門東亞運以及2006年杜哈亚运会上，朝韩双方也使用此旗帜共同入场。但是虽然双方在诸多场合共同入场，但比赛时仍然各自为一队。朝韩双方在澳門東亞運的團長會議以外時間開始就2008年在北京奥运会组成「联合队伍」的統一问题进行了磋商，但最终朝韩两队在开幕式上分开入场。2018年1月18日朝鮮及韓國在板門店舉行的副部長級會談上，同意於平昌冬奧会期間，共同使用統一旗進場。但此舉也引發韓國社會反彈。2018年8月18日，在印度尼西亚雅加达举办的2018年亚洲运动会开幕式上，两国运动员再次持此旗帜共同入场，郁陵岛和独岛在2018年冬奥会上以官方身份被移除。以及2018年的其他事件，此前国际奥委会和日本据称施加了压力。国际奥委会已经告诉韩国，包括独岛在内的官方行为将被视为“一种政治行为”，违反国际奥委会的中立性，韩国对此表示赞同。据称，日本以“千叶先例”（千叶市首次正式使用国旗不包括在内）为由，向韩国施压，要求韩国也正式撤除郁陵岛。郁陵岛是2019年新增的。根据韩国政府的政策，它允许在私人活动中或包括啦啦队员在内的非官方人员使用独岛有关旗帜变体。例如，在2018年冬奥会上，这种变体被用在女子冰球队的训练制服上，朝鲜啦啦队在开幕式期间，以及开幕式前五天的球队评估赛中（由韩国冰球协会主办，并不是奥运会日程的一部分）。日本方面对这些用途提出了抗议。此外，它在开幕式前四天出现在球队的官方（非训练）制服上；BBC报道说，在媒体的关注下，它很快被删除了，而韩联社报道说，直到开幕式入场前，它才被移除。

## 名稱
當以統一旗作出場為代表旗時，均會以「Korea」及簡寫「COR」作為介紹。

## 形式

包括朝鲜半岛和济州岛
包括朝鮮半島、濟州島和鬱陵島
包括朝鮮半島、濟州島、鬱陵島和獨島
包括朝鲜半岛、济州岛和鬱陵島（深蓝色版本）
平昌2018年冬奧会朝韓女子冰球聯隊使用的標誌

## 建议版本

朝鲜半岛使用的奥林匹克旗帜（国际奥委会提出的方案）
朝鲜半岛使用的奥林匹克旗帜（朝鲜方面提出的方案）
朝鲜半岛使用的奥林匹克旗帜（朝鲜方面提出的方案）
朝鲜半岛使用的奥林匹克旗帜（朝鲜方面提出的方案）
朝鲜半岛使用的奥林匹克旗帜（韩国方面提出的方案）
朝鲜半岛使用的奥林匹克旗帜（韩国方面提出的方案）

| 項目                     | 地點             | 包括济州岛 | 包括鬱陵島 | 包括獨島 |
| ------------------------ | ---------------- | ---------- | ---------- | -------- |
| 1990年亚洲运动会         | 中国北京市       |            |            |          |
| 1991年世界乒乓球錦標賽   | 日本千葉市       |            |            |          |
| 1991年世界青年足球锦标赛 | 葡萄牙里斯本     |            |            |          |
| 2002年亚洲运动会         | 釜山廣域市       |            |            |          |
| 2003年亞洲冬季運動會     | 日本青森市       |            |            |          |
| 2018年冬季奥林匹克运动会 | 平昌郡           |            |            |          |
| 2018年亚洲运动会         | 印度尼西亞雅加达 |            |            |          |

### 类似用途旗帜
- 奥林匹克五环#衍生旗幟
- 中华台北：梅花旗
- 奥林匹克运动会德国联队代表团